# 나카지마 다카하루
나카지마 다카하루(일본어: 中嶋 敬春, 1983년 1월 2일~)는 일본의 전직 스피드스케이팅 선수이다. 2002년 동계 올림픽과 2006년 동계 올림픽에 참가했다.